# (6172) Prokofeana
(6172) Prokofeana est un astéroïde de la ceinture principale aréocroiseur.

## Description
(6172) Prokofeana est un astéroïde aréocroiseur. Il présente une orbite caractérisée par un demi-grand axe de 2,57 UA, une excentricité de 0,43 et une inclinaison de 15,9° par rapport à l'écliptique.

## Compléments